# Anthericopsis sepalosa
Anthericopsis sepalosa är en himmelsblomsväxtart som först beskrevs av Charles Baron Clarke, och fick sitt nu gällande namn av Adolf Engler. Anthericopsis sepalosa ingår i släktet Anthericopsis och familjen himmelsblomsväxter. Inga underarter finns listade.